# Kirin Company
Kirin Company, Limited (em japonês: キリン株式会社; romaniz.: Kirin Kabushiki-gaisha) é uma empresa de bebidas. É uma subsidiária da Kirin Holdings Company, Limited. Suas principais unidades operacionais incluem Kirin Brewery Company, Limited, Mercian Corporation e bebidas Kirin Beverages Company, Limited. é um membro do keiretsu Mitsubishi UFJ Financial Group (MUFJ).
Considerada a sexta maior cervejaria do mundo, a Kirin foi fundada em julho de 1885, ainda com o nome de Japan Brewery. Em 1888, a companhia lançou a Kirin Lager, baseada no método alemão de fabricação, considerada a cerveja mais antiga do Japão, e passando posteriormente a batizar a própria companhia.
A empresa hoje é uma holding que não se limita apenas no setor cervejeiro. Entre seus controladores, está o grupo Mitsubishi. A companhia também atua na indústria farmacêutica (Kyowa Hakko Kirin), alimentício, entre outros segmentos, como a indústria agrícola Tozan.
O CEO da empresa é o japonês Senji Miyake. No Brasil, André Salles, é o atual presidente da Brasil Kirin.

## Compra do Grupo Schincariol
Em 2011, o grupo anunciou a compra de parte majoritária, 50,45% das ações da cervejaria brasileira Schincariol, por 3,95 bilhões de reais.. No final do mesmo, o CADE aprova a compra 100% da empresa pela empresa Kirin Holdings por 2,3 bilhões de reais. Em 2012, a Schincariol passou a se chamar Brasil Kirin.